# Campos (navio)
O Campos foi um navio brasileiro, utilizado no transporte de carga e de passageiros, torpedeado pelo submarino alemão U-170, em 23 de outubro de 1943, no litoral do Estado de São Paulo.
De propriedade da Companhia de Navegação Lloyd Brasileiro, o navio, com quase cinquenta anos de uso, foi a trigésima-quarta embarcação brasileira atacada durante a guerra, e a última não-militar a ser afundada no conflito. Morreram doze pessoas no evento.

## História
O vapor fora construído em 1895 pelo estaleiro alemão Blohm & Voss, de Hamburgo, que o entregou, a 16 de outubro daquele ano a sua proprietária, Hamburg Süd, que o batizou de Asuncion. Quinze dias depois, o navio fez sua viagem inaugural entre Hamburgo e Santos. Deste último porto, o navio foi um assíduo freqüentador, permanecendo atracado em seus cais por centenas de ocasiões, na sua longa carreira de 48 anos.
Era um navio de finalidade mista, ou seja, utilizado para transporte de carga e de passageiros, como o eram quase todos os navios da época, uma vez que inexistia outro meio de transporte através dos continentes. Nos primeiros anos de sua carreira, sempre a serviço da Hamburg Süd, o vapor permaneceu na linha Alemanha-Brasil-Prata, trazendo, sobretudo, emigrantes da Europa, e carregando café e algodão no sentido oposto.
Possuía 4.998 toneladas de arqueação bruta, distribuídas em um casco de aço de 114,6 metros de comprimento por 14,1 metros de largura, e um calado de 8,29 metros. Era propelido por um motor a vapor de quádrupla expansão, com potência nominal de 302 HP, o qual permitia-lhe desenvolver uma velocidade média entre 10 e 10,5 nós.
Equipado com dois mastros (paus-de-carga), também dispunha de acomodações para meia centena de tripulantes e 464 passageiros, dois quais, 24 viajavam na primeira classe. Era, sobretudo, um navio de transporte de emigrantes alemães, com destino ao sul do Brasil e à Argentina.

### Na Primeira Guerra[1]
Em 4 de agosto de 1914, ao estourar a Primeira Guerra Mundial, o navio encontrava-se atracado em Santos. Seu comandante, o capitão Frisch, em contato com as autoridades consulares alemãs no Brasil, aguardava instruções. Estas se concretizaram operacionalmente duas semanas mais tarde, quando foi determinado ao navio zarpar na direção norte, para fugir de eventuais controles britânicos, bem como incorporar-se como navio auxiliar à marinha alemã que operava no Atlântico Sul.
Após zarpar de Santos, navegou na direção indicada, bem rente à costa para fugir ao controle dos cruzadores britânicos, com um bom provisionamento de carvão e de materiais diversos, que seriam de grande valia para a esquadra que iria encontrar. Por volta do dia 28 de agosto, recebeu comunicação telegráfica do cruzador Karlsruhe para um encontro num local ao largo do Rio Grande do Norte. Além do Asuncion, também fora convocado o vapor Crefeld, e o encontro realizou-se no dia 30 daquele mês.
Na tarde do dia seguinte, foi capturado navio Strathroy, com 5 600 toneladas de carvão, que viajava de Norfolk, nos Estados Unidos para o Rio de Janeiro. Os tripulantes de origem européia do Strathroy foram transferidos como prisioneiros a bordo do Asuncion, enquanto os de origem chinesa foram mantidos a bordo. Em setembro, seriam interceptados outros seis vapores e seus tripulantes repatriados a bordo do Crefeld e do Asuncion.
Este último servia também como pombo-correio, passando e recebendo comunicações telegráficas codificadas para o Karlsruhe - que, obviamente, por razões de segurança, não podia correr o risco de usar seu telégrafo. O Asuncion e o Crefeld, segundo as ordens operacionais do capitão do cruzador, eram também destacados para ir desembarcar em terra os seus prisioneiros que se encontravam a bordo. Assim, ambos os vapores, aproveitando o estado de neutralidade brasileira, iam para Recife por poucas horas, desembarcavam os passageiros e se reabasteciam de víveres frescos e jornais, estes últimos grandes fontes de informação sobre o tráfego marítimo da época.
Após servir o Karlsruhe durante outubro, o Asuncion foi dispensado no dia 27, com instruções de levar para porto brasileiro de Belém no Pará a última leva de prisioneiros feitos naquele mês. Estavam a bordo do vapor 461 prisioneiros e, enquanto navegava em direção à costa, foi avistado pelo Kronpriz Wilhelm, um outro cruzador auxiliar armado alemão, a bordo do qual aconteceu um encontro entre os dois comandantes, que trocaram informações de grande importância operacional.
O vapor fundeou ao largo do Pará no dia 2 de novembro, e nesse mesmo dia teve encerrada sua carreira de navio-auxiliar da Marinha alemã. Entrementes, as autoridades brasileiras comunicaram ao governo alemão, via canal diplomático, que não seriam mais tolerados os atos que violavam o status de neutralidade do Brasil no conflito - e as idas e vindas dos diversos vapores auxiliares, tais como o Asuncion, o Crefeld e outros não seriam mais permitidas na costa brasileira.

### Serviço brasileiro
O Asuncion permaneceu internado no Pará até abril de 1917, quando o Brasil rompeu as relações diplomáticas com a Alemanha. Em 1º de junho daquele ano, foi formalmente confiscado pelo governo brasileiro, e, em seguida, entregue ao Lloyd Brasileiro, rebatizado de Campos, denominação pela qual serviria à navegação de cabotagem pelos próximos 26 anos.
No estado de sítio decorrente das revoltas tenentistas de 1924, o Campos foi um dos navios do Lloyd requisitados pela Marinha do Brasil para alojar presos políticos e comuns na baía da Guanabara. O Campos recebeu cerca de 800, incluindo operários, soldados, marinheiros e sargentos, mas nenhum oficial revoltoso. O militante Everardo Dias foi uma das testemunhas das condições no navio, consideradas as piores entre os navios-prisão: jornadas de trabalho de dez horas diárias na pintura, batimento de ferrugem, limpeza de convés, máquinas e caldeiras, desfiagem de cordas e faxina, rancho e lavagem de roupas, disciplinadas pela chibata. Vestia-se as mesmas roupas por meses seguidos, dormia-se sobre o ferro no porão e comia-se um copo de café e pão pela manhã, uma concha de feijão com farinha no almoço e outra no jantar.

### Afundamento
O navio, sem carga e comandado pelo Capitão-de-Longo-Curso Mário Amaral Gama, havia saído do Rio de Janeiro, com destino final em Rio Grande, no Rio Grande do Sul. Levava a bordo 63 pessoas, dentre as quais seis passageiros.
Na manhã do dia 23 de outubro de 1943, o navio foi avistado pelo submarino U-170, comandado pelo Capitão-Tenente Günther Pfeffer, no litoral sul de São Paulo, na posição 25° 05' S 45° 40' O. Pfeffer conseguiu certa noite entrar seu submarino nas águas internas da Baía de Santos, mas naquela ocasião a barra estava vazia.
Pouco depois das oito horas locais (12h09 pelo Horário da Europa Central), o navio foi atingido no lado estibordo da proa de um torpedo disparado pelo submarino, aproximadamente cinco quilômetros ao sul do arquipélago dos Alcatrazes. O "u-boot" já tentara, momentos antes, afundar o navio com uma salva de dois torpedos os quais se perderam do alvo.
Apesar do impacto, o navio continuou ainda a movimentar-se, porém, em círculos, uma vez que seus motores não puderam ser desligados. Às 8h33, um segundo torpedo atingiu o vapor no porão em frente ao passadiço, afundando-o inapelavelmente pela proa.
Os ocupantes imediatamente começaram a abandonar o navio em quatro botes salva-vidas. Porém, durante aquele procedimento, as hélices da embarcação, ainda em movimento, atingiram dois botes, lançando os ocupantes dentro da água e matando sete deles.
Depois do naufrágio, o submarino ainda permaneceu nas proximidades observando os sobreviventes, embora eles não tivessem sido interrogados pelos alemães. Um dos barcos conseguiu chegar a Santos, enquanto que o outro deu em terra perto de São Sebastião. No total, doze pessoas morreram.
O Campos foi o único navio torpedeado pelo U-170, submarino que sobreviveu à guerra, mas que seria destruído ao final do conflito na Operação Deadlight, juntamente com outros 114 "u-boot".